# حكم رباعي

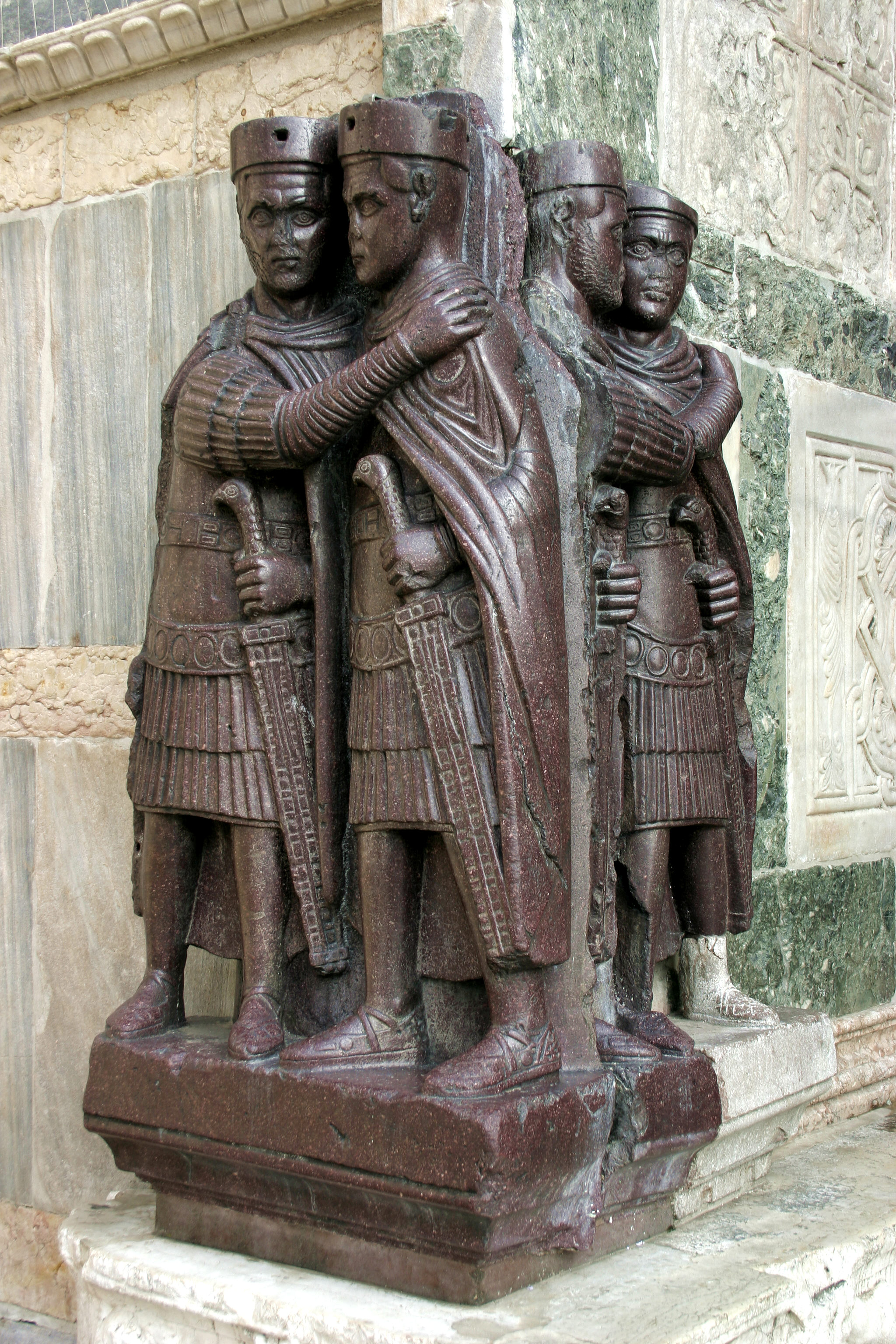
تمثال يعود للقرن الرابع تم تصميمه في الأناضول (تركيا) وموجود في سان مارك في مدينة فينيس الإيطالية.

الحكم الرباعي يصف أي شكل من الحكومة حيث السلطة مقسمة بين أربعة أشخاص، ولكن في العهد الحديث تستخدم للدلالة على النظام الذي أقره الإمبراطور الروماني ديوكلتيانوس عام 293، حيث أنهى أزمة القرن الثالث واستعاد الإمبراطورية. دام هذا الحكم الرباعي حتى عام 313 تقريبًا، عندما أدى نزاع داخلي إلى القضاء على المطالبين بالسلطة واستلام قسطنطين الأول للشطر الغربي وليسينيوس للشرقي.
يجسد التمثال تناغمًا بين قادة الحكم الرباعي في العهد الروماني. وفيهِ نجد الإمبراطورين ديقليانوس وماكسيميان ومساعديهما غالار وقونسطنس. وتأسس هذا النوع من الحكم غير المعهود في تلك الفترة للتمكن من التصدي للاعتداؤات التي كانت تواجهها الإمبراطورية خاصة من البرابرة في الشمال .
وضع ديقليانوس هذا النظام بعد قدومهِ للحكم في 20 نوفمبر 284، وتخلصه من منافسيه نوميريان وكاران. وبقي مسيطرًا على شركائهِ في الحكم.